# 九射格
九射格是歐陽脩發明的酒具，行酒令時使用，包括一張木盤和一支飛鏢，木盤上均勻分出八個格子(加上圓心為九格)，每個格裡繪一種動物。行令時，用飛鏢射中某種動物可以免飲，射中其他動物則須罰酒。
宋人記載：“本朝 歐陽文忠公作九射格，獨不別勝負，飲酒者皆出于適。然其說九射之格，其物九為一大侯，而寓以八侯，熊當中，虎居上，鹿居下，雕、雉、猿居右，雁、兔、魚居左。而物各有籌，射中其物，則視籌所在而飲之。